# Maria Jespersen (Tennisspielerin)
Maria Jespersen (* 3. Dezember 1991 in Hornbaek) ist eine ehemalige dänische Tennisspielerin.

## Karriere
Jespersen, die im Alter von sieben Jahren mit dem Tennisspielen begann, bevorzugt laut ITF-Profil Hartplätze.
Als Juniorin spielte Jespersen von 2005 bis 2009 diverse Jugendturniere auf dem ITF Juniors Circuit und trat 2006, 2008 und 2009 bei drei Turnieren des ITF Women’s Circuit an.
Bislang gewann sie zwei Doppeltitel auf der ITF-Tour.
Für das mit 100.000 US-Dollar dotierte ITF-Turnier 2008 in Odense erhielt sie eine Wildcard für die Qualifikation, konnte dort auch ihre Erstrundenbegegnung gegen ihre Landsfrau Maria Christensen gewinnen, bevor sie Tatjana Malek glatt in zwei Sätzen unterlag. 2011 spielte sie vier Turniere und erhielt für ihr erstes Turnier der WTA Tour, den e-Boks Sony Ericsson Open 2011 in Kopenhagen ebenfalls eine Wildcard für die Qualifikation. Dort verlor sie aber bereits glatt in der ersten Runde gegen die Slowenin Dalila Jakupović mit 3:6 und 1:6. 2012 bis 2013 spielte sie in 16 Turnieren auf der ITF-Tour, konnte aber keine nennenswerten Erfolge erzielen.
Im August 2014 spielte sie in Kopenhagen ein mit 10.000 US-Dollar dotiertes Turnier, wo sie im Einzel nach erfolgreicher Qualifikation bis ins Achtelfinale gelangte, im Doppel mit ihrer Partnerin Emilie Francati sogar das Finale, welches das Doppelpaar aber dann mit 4:6 und 1:6 verlor.
2017 trat sie bei der Sommer-Universiade in Taipeh an, verlor aber bereits in der ersten Runde gegen die Japanerin Haruka Kaji in drei Sätzen.
In der 2. Tennis-Bundesliga spielte sie von 2013 bis 2015 für den Club an der Alster in Hamburg, mit dem sie 2015 den Aufstieg in die 1. Bundesliga schaffte.
2013 spielte sie im Fed Cup für die dänische Fed-Cup-Mannschaft, wo sie von drei Einzeln zwei gegen Liniques Theron aus Namibia und Nadia Lalami aus Marokko gewinnen konnte.
Bislang gewann sie 5 ihrer 8 Fed-Cup-Spiele.
Ihr letztes Profiturnier spielte Jespersen im April 2018, seit Dezember 2018 wird sie nicht mehr in den Weltranglisten geführt.

## Sonstiges
Mediales Aufsehen erregte Jespersens Meldung bei der ITF, dass ihr 2014 beim internationalen Turnier in Kopenhagen 30.000 US-Dollar angeboten wurden, um einen Satz zu verlieren. Sie äußerte sich in Folge kritisch gegenüber dem sogenannten Match fixing in ihrem Sport.

## Turniersiege

### Doppel
| Nr. | Datum         | Turnier | Kategorie   | Belag | Partnerin       | Finalgegnerinnen                 | Ergebnis         |
| --- | ------------- | ------- | ----------- | ----- | --------------- | -------------------------------- | ---------------- |
| 1.  | 24. März 2018 | Iraklio | ITF $15.000 | Sand  | Emilie Francati | Emily Appleton Mia Nicole Eklund | 7:5, 4:6, [10:8] |
| 2.  | 31. März 2018 | Iraklio | ITF $15.000 | Sand  | Emilie Francati | Michaela Boev Ioana Gaspar       | 6:3, 6:2         |